# Le mie invenzioni. L'autobiografia di un genio
Le mie invenzioni. L'autobiografia di un genio (titolo originale in inglese: My Inventions: The Autobiography of Nikola Tesla) è un libro redatto e pubblicato da Ben Johnston, contenente particolari sul lavoro e la vita di Nikola Tesla. Il contenuto fu in gran parte tratto da una serie di articoli che Tesla scrisse per la rivista Electrical Experimenter nel 1919; all'epoca lo scienziato aveva 63 anni. Il libro è diviso in sei capitoli: ognuno copre un periodo diverso della sua vita. 
Il libro è stato pubblicato in italiano anche con i titoli Le mie invenzioni. Autobiografia di un genio e La mia vita. L'autobiografia di un genio.

## Contenuto
Oltre alla storia della propria vita di scienziato e studente, Nikola Tesla offre nella sua autobiografia anche la descrizione appassionata di come gli fosse giunta l'ispirazione per alcune sue celebri invenzioni ed esperimenti.
Tra i più famosi, il sistema mondiale di trasmissione senza fili:
Ecco qui la meravigliosa possibilità di realizzare qualcosa di incredibile! Se fossimo in grado di produrre effetti elettrici di una determinata qualità potrebbero essere trasformati sia questo intero pianeta che le condizioni di vita su di esso: il sole fa evaporare e fluttuare le acque degli oceani e i venti le guidano verso regioni lontane, dove rimangono sospese in un delicato stato di equilibrio. Se fosse in nostro potere stimolarlo in qualsiasi momento e in ogni luogo, questo potente flusso che assicura la vita potrebbe venir controllato a piacere. Potremmo irrigare aridi deserti, creare laghi e fiumi, e fornire potenza motrice in quantità illimitata. Questo sarebbe il modo più efficiente per sfruttare il sole a vantaggio delle necessità dell'uomo. Il successo dipenderebbe dalla nostra capacità di creare forze elettriche nell'ordine di quelle della natura.»
(Nikola Tesla, Le mie invenzioni. Autobiografia di un genio, pp. 78-79)

## Edizioni italiane
- Le mie invenzioni. Autobiografia di un genio, traduzione di Antonio Tozzi, Prato, Piano B edizioni, 2012, ISBN 88-96665-55-8.
- Le mie invenzioni. L'autobiografia di un genio, traduzione di V. Di Tommaso, nuova ed. ampliata, Collana I libri della nuova era, L'Età dell'Acquario, 2019  [2017], ISBN 978-88-333-6115-4.
- La mia vita. L'autobiografia di un genio, traduzione di Alessandro Mola, Prefazione di Gabriella Greison, Milano, Garzanti, 2023, ISBN 978-88-110-0930-6.